# サラ・グローネウェーゲン
サラ・グローネウェーゲン（Sara Groenewegen、1995年4月12日 - ）は、カナダ・ブリティッシュコロンビア州ホワイトロック出身の女子ソフトボール選手（投手）。ソフトボールカナダ代表。2021年開催の東京オリンピック銅メダリスト。

## 経歴
姉の影響で5歳の時にソフトボールを始めた。2014年から2017年まで、ミネソタ大学ツインシティー校（ミネソタ・ゴールデンゴーファーズ）でプレー。通算1214奪三振という同大学の新記録を樹立した他、打者としても通算36本塁打を放った。2018年にオクラホマ大学大学院に進学。
2017年、NPFドラフト全体2位でアクロン・レーサーズに入団。2019年からはカナディアン・ワイルドに所属。同年、オールNPFプレイヤー（投手）に選出された。2021年からアスリーツ・アンリミテッドに参戦。
代表チームでは、2013年の世界ジュニア選手権に出場し、中国戦ではノーヒットノーランを記録した。同年のうちにトップ代表にも選出され、以降はカナダ代表の主戦投手としてパンアメリカン大会や世界選手権/ワールドカップなどの主要国際大会を転戦している。自国トロント開催となった2015年のパンアメリカン大会決勝では、アメリカ打線を7回まで無失点に抑え、延長8回完投勝利（4-2）でカナダの同大会32年ぶり優勝に大きく貢献した。2019年8月5日のパンアメリカン大会・ベネズエラ戦では、カナダ人投手として初めて完全試合を達成した。
2021年の東京オリンピックもカナダ代表のエースとして6試合中5試合に登板（3先発）。13.1イニングを投げて自責点2（防御率1.05）の活躍を見せ、同代表初となるオリンピックでのメダル獲得（銅メダル）に貢献した。打者としても3試合に出場し、アメリカ代表のモニカ・アボットから放った二塁打を含む、2安打（打率.333）を記録した。
2023/24年のワールドカップでは注目選手の1人としてWBSCに紹介され、2024年7月に開催されたファイナルステージではベストナイン（先発投手）に選出された。

## 人物・エピソード
- カナダ代表での背番号は「17」。
- オランダ系カナダ人（英語版）で、ハールレムで開催された2014年世界選手権では「これまで知らなかった多くの親戚に会うことができた」と喜びを語っている[4]。
- 9歳の時に1型糖尿病と診断されたことから、体調を管理しながら競技を続けている[3][8]。
- 2018年7月にレジオネラ症に感染し、生存率3%と診断され10日間昏睡状態に陥った[8]。そのため同年の世界選手権を欠場した[3][6]。
- ソフトボールに専念するまでは競泳との掛け持ちであった[3][8]。
- 叔父のレオ・グローネウェーゲン（英語版）は元カナディアンフットボール選手で、CFLで17年間プレーした[3]。